# بروتينات الخلية المضيف
بروتينات الخلية المضيفة عبارة عن شوائب متعلقة بعملية تصنيع بعض الأدوية، يتم التعبير عنها بواسطة الخلية المضيفة المستخدمة لإنتاج بروتينات المستحضرات الصيدلانية الحيوية. أثناء عملية التنقية، تتم إزالة غالبية بروتينات الخلية المضيفة (< 99٪)، ولكن تبقى كميات قليلة جدا في المنتجات الموزعة، مثل الأجسام المضادة وحيدة النسيلة، والبروتينات العلاجية، واللقاحات، وغيرها من المستحضرات الصيدلانية الحيوية القائمة على البروتين.  
تتطلب التراخيص التنظيمية الوطنية، مثل إدارة الغذاء والدواء الأمريكية وكالة الادوية الاوربية، تحليل المستحضرات الصيدلانية الحيوية وتنقيتها لخفض النسبة إلى مستوى مقبول. يتم تقييم مستوى قبول مستوى هذه الشوائب كل حالة على حدة ويعتمد على عوامل متعددة بما في ذلك؛ جرعة، وتيرة إدارة المخدرات، ونوع المخدرات وشدة المرض. إن تحليلها ليس بسيطًا، حيث إن خليط منها يتكون من عدد كبير من أنواع البروتين، والتي تعتبر فريدة من نوعها بالنسبة للمضيف المحدد ولا تتعلق بالبروتين المؤتلف المقصود.
كان مستوى قبولها عادةً في حدود 1-100 جزء في المليون بسبب الحد من الكشف عن الأساليب التحليلية المعمول بها. حتى مع وصول هذه المستويات القليلة في المنتج النهائي إلى المريض، فمن غير المعروف ما إذا كانت هذه البروتينات معينة قد تؤثر على ثبات البروتين أو المناعة في المريض.  إذا تأثر الاستقرار، فقد تنخفض متانة المادة الفعالة في المستحضرات الصيدلانية الحيوية. من الممكن أيضًا أن يكون تأثير البروتين أعلى أو أقل من الهدف. من المستحيل عمليا تحديد درجة المناعة على المدى الطويل وبالتالي قد تشكل تهديدا خطيرا نسبيا على صحة المريض. 

## مخاطر السلامة
من الأهمية بمكان توصيف أنواع هذه البروتينات في المستحضرات الصيدلانية الحيوية نظرًا لمخاطر السلامة المحتملة المتمثلة في إدخال البروتينات الغريبة في جهاز المناعة البشري. مع أنظمة الخلايا المضيفة الشائعة التطبيق مثل البكتيريا،  الفطريات   وخلايا أخرى حيوانية  الاختلافات الوراثية بينها وبين المجودة في جسم الإنسان  كثير.

## تحليل
أثناء عملية الإنتاج، تؤثر العديد من العوامل، بما في ذلك جينات الخلية المضيفة وطريقة التعبير عن المنتج وخطوات التنقية، على تكوين وفرة هذه الشوائب .تشير العديد من الدراسات إلى أنها غالبًا ما يتم تنقيتها مع المنتج نفسه من خلال التفاعل مع البروتين المؤتلف.  لذلك، فإن متطلبات الأدوات التحليلية مرتفعة للغاية ويجب تطويرها لتحليل جميع انواعها في منتج صيدلاني حيوي.

### مستقبل تحليل بروتينات الخلية المضيفة
لإجراء تقييم شامل لمخاطر لهذه البروتينات في المستحضرات الدوائية وللتحكم السليم في جودة التصنيع، من الجوهري أن يتم تحديد جميع انواعها وتحديد كميتها أثناء عملية الإنتاج وفي المنتج النهائي.  طريقة مناسبة متعامدة قادرة بشكل مثالي على: